# Spiegelspreeuw
De spiegelspreeuw (Speculipastor bicolor) is een vogelsoort uit de familie Sturnidae.

## Kenmerken
De lengte bedraagt ongeveer 16 tot 19 centimeter.

## Verspreiding en leefgebied
Deze soort komt voor in het oosten van Afrika.